# Illertissen
Illertissen je město v německé spolkové zemi Bavorsko. Je součástí zemského okresu Neu-Ulm ve vládním obvodu Švábsko. Žije zde přibližně 19 tisíc obyvatel.

## Geografie
Město leží u hranic Bavorska s Bádenskem-Württemberskem.

### Sousední obce
| Růžice kompasu |                  | Bellenberg  | Weißenhorn | Růžice kompasu |
| Růžice kompasu | Dietenheim (B–W) | Sever       | Buch       | Růžice kompasu |
| Růžice kompasu | Dietenheim (B–W) | Illertissen | Buch       | Růžice kompasu |
| Růžice kompasu | Dietenheim (B–W) | Jih         | Buch       | Růžice kompasu |
| Růžice kompasu |                  | Altenstadt  | Unterroth  | Růžice kompasu |